# Ekebergparken
59°53′54.503″N 10°45′43.081″Ø / 59.89847306°N 10.76196694°Ø
Ekebergparken er en norsk skulpturpark på Ekeberg i bydelerne Gamle Oslo og Nordstrand, sydøst i Oslo.
Skulpturparken er igangsat med finansiering af ejendomsinvestor og kunstsamler Christian Ringnes (født 1954). Parken, der ligger i et skovområde og er på 25,5 hektar, blev indviet 26 September 2013.
I parken er blevet installeret i alt 31 skulpturer op til åbningsceremonien i 2013, mange af dem forestiller kvinder. Parken er ejet af Oslo kommune og skulpturer ejes af Christian Ringnes gennem en stiftelse med en hovedstol på 350 millioner norske kroner, der er afsat til indkøb af ekstra skulpturer (op til i firserne), samt drift af parken i mindst 50 år.

## Værker i skulpturparken 2013
Ved åbningen i 2013 var følgende værker udtillede i parken:
- Installation, 2013, performance, Marina Abramovic
- Indre rom VI - Livsløpet, rustfrit stål, af Per Inge Bjørlo
- Reclining woman, bronze, af Fernando Botero
- The Couple, aluminium, af Louise Bourgeois
- Ace of diamonds III, rustfrit stål, 2004, af Lynn Chadwick
- Cast glances, bronze, 2002, af Tony Cragg
- The Dance, rustfrit stål, 2013, af George Cutts
- Venus Milo aux tiroirs, bronze, af Salvador Dali
- Ekeberg Pavillon, glas, sten og metal, 2013, af Dan Graham
- Walking Woman, bronze, 2010, af Sean Henry
- Stone carving, 2013, af Jenny Holzer
- Marilyn, rustfrit stål, af Richard Hudson
- Levitating woman, bronze, 2012, af Matt Johnson
- Open Book, rustfrit stål, 2010, af Diane Maclean
- Nue sans draperie, bronze, af Aristide Maillol
- Konkavt ansikt, marmor, 2006, af Hilde Mæhlum
- Light projection, installation, 2010-13, af Tony Oursler
- Venus Victrix, bronze,1914-16, af Auguste Renoir
- La grande laveuse, bronze, 1917, af Auguste Renoir
- Eva, bronze, 1881, af Auguste Rodin
- Cariatide tombée à l'urne, bronze, af Auguste Rodin
- Fideicommisum, bronze, 2002, af Ann-Sofi Sidén
- Drømmersken, marmor, af Knut Steen
- Still life with landscape, rustfrit stål, 2011-12, af Sarah Sze
- Möbius trippel af Aase Texmon Rygh
- Ekeberg Skyspace, installation, 2010-13, af James Turrell
- Mor med barn, bronze, af Per Ung
- Huldra, bronze, af Dyre Vaa